# معركة قبالة جزيرة سامار
المعركة قبالة جزيرة سامار (بالفلبينية: Labanan sa may Samar) هي الحدث الرئيسي في معركة خليج ليتي، وواحدة من أكبر المعارك البحرية في التاريخ، وجرت هذه المعركة في بحر الفلبين قبالة جزيرة سامار، الفلبين في 25 أكتوبر، عام 1944. كما كانت الحدث المهم الوحيد في المعركة الأكبر الذي لم يكن الأمريكيون مستعدين له بشكل جيد. وقد ذكر المؤرخون بأن المعركة قبالة سامار هي واحدة من أعظم الوقفات الأخيرة في التاريخ البحري.
جرى استدراج الأدميرال ويليام هالسي جونيور ليأخذ أسطوله الثالث القوي لملاحقة أسطول مخادع، وقد أخذ معه كل سفينة في المنطقة كان لديه سلطة عليها. حيث تبقى من القوات الأمريكية في المنطقة ثلاث مجموعات من حاملات الطائرات المرافقة التابعة للأسطول السابع لا غير. وكانت حاملات الطائرات المرافقة والمدمرات المرافقة مصممة لحماية القوافل البطيئة من هجوم الغواصات وأعيدت تهيئتها لمهاجمة أهداف برية، فكانت تمتلك القليل فقط من الطوربيدات، لأنها كانت تعتمد عادة على أسطول هالسي لحمايتها من السفن الحربية المسلحة.
أما القوة اليابانية من البوارج والطرادات، كانت قد حُطمت في وقت سابق في المعركة الأكبر، لذا اعتُقد أنها تراجعت، وبدلاً من ذلك استدارت القوة غير المراقبة لتهاجم من أقصى الشمال المجموعات الثلاث المتبقية، فوحدة المهام 77.4.3 «تافي 3» التي يقودها الأدميرال كليفتون سبراغ، لم تكن تمتلك ضمن مدمراتها الثلاث والمدمرات المرافقة الأربعة القوة النارية أو السلاح اللازم لتجابه بشكل فعال القوة اليابانية المؤلفة من 23 سفينة، بالرغم من ذلك فقد هاجموا بشدة باستخدام مدافع من عيار 5"/38 والطوربيدات ليستطيعوا تغطية تراجع حاملات الطائرات المرافقة البطيئة. أما الطائرات من وحدات تافي 1 و2 و3، التي كان بينها طائرات غرومان إف 4 إف ويلدكات وإف 6 إف هيلكات وغرومان تي بي إف أفنجر، فقد هاجمت وضربت بالقنابل والطوربيدات والصواريخ واستخدمت مدفعًا يدويًا واحدًا على الأقل من عيار 38، وتابعت طلعاتها الجوية ضد القوة اليابانية حتى بعد نفاد الذخيرة.
فقدت وحدة المهام التي يقودها سبراغ حاملتين مرافقتين ومدمرتين ومدمرة مرافقة وعدة طائرات. وقُتل أكثر من ألف أميركي، وهي خسائر مماثلة لمعركتي بحر المرجان وميدواي الشهيرتين مجتمعتين. ولكن في مقابل الخسائر الفادحة لقوة صغيرة كهذه، فقد أغرقوا ثلاثة طرادات يابانية، وعطلوا ثلاثة أخرى، وتسببوا بارتباك كان كافيًا ليقنع القائد الياباني - نائب الأدميرال تاكيو كوريتا - بإعادة التجمع والانسحاب في نهاية المطاف، بدلاً من التقدم لإغراق مزيد من القوات وإمداد السفن في خليج ليتي. قُتل في معركة خليج ليتي نحو 10آلاف بحار ياباني و3 آلاف أمريكي. على الرغم من عودة السفينة الحربية ياماتو والقوة المتبقية إلى اليابان، إلا أن المعارك كانت بمثابة الهزيمة النهائية للبحرية الإمبراطورية اليابانية، حيث ظلت السفن في الميناء لأغلب ما تبقى من الحرب ولم تعد قوة بحرية فعالة.